# Porte du Chapitre
La porte du chapitre est un monument romain de Reims, du XVIe siècle qui fermait la cour du Chapitre de la Cathédrale de Reims vers l'extérieur. Elle ouvre aujourd'hui sur le 15 rue Carnot.

## Histoire

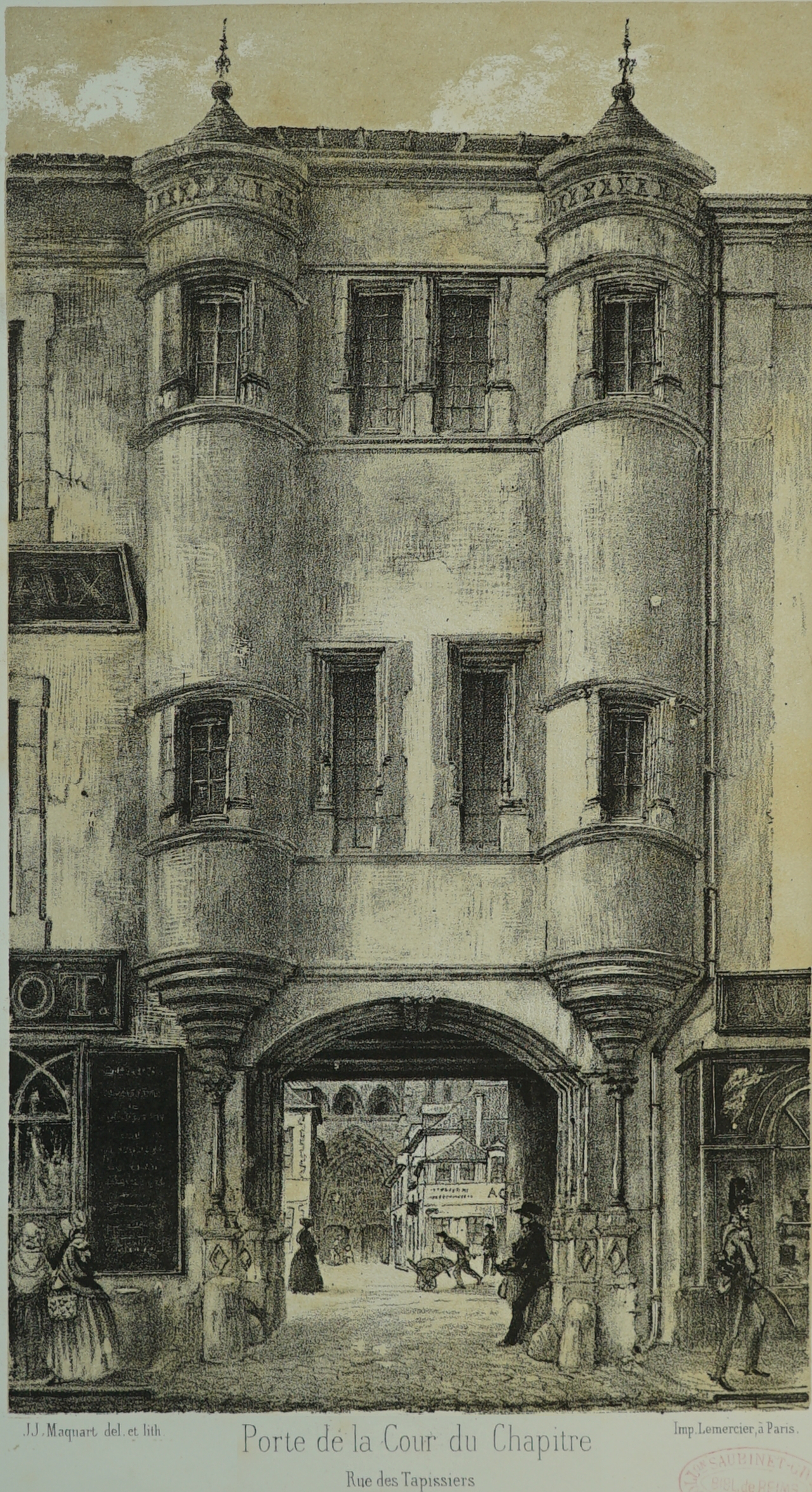
La porte dessinée par Maquart,
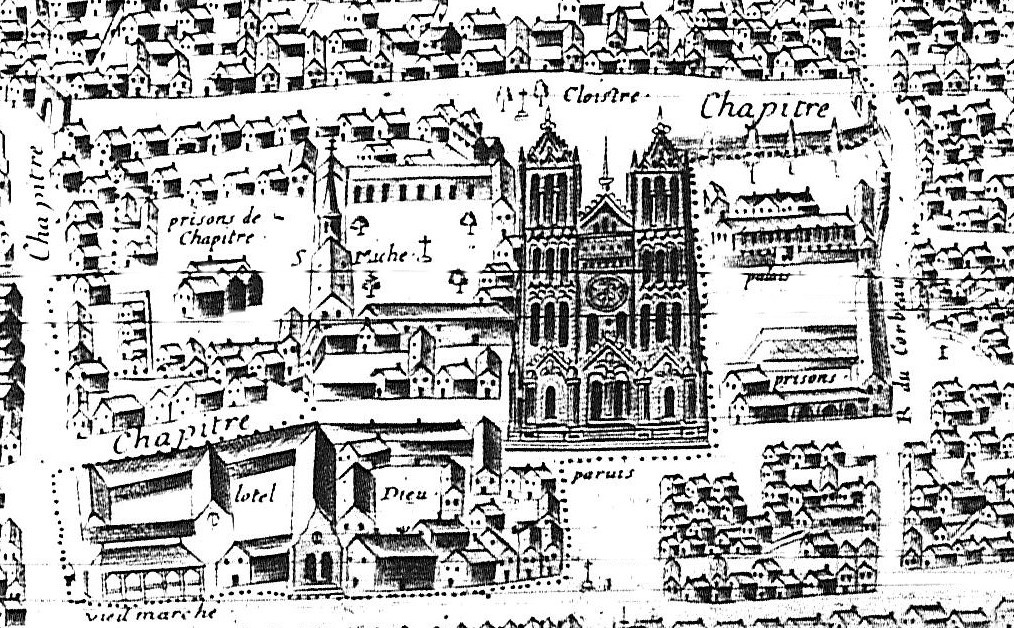
la cour du chapitre,
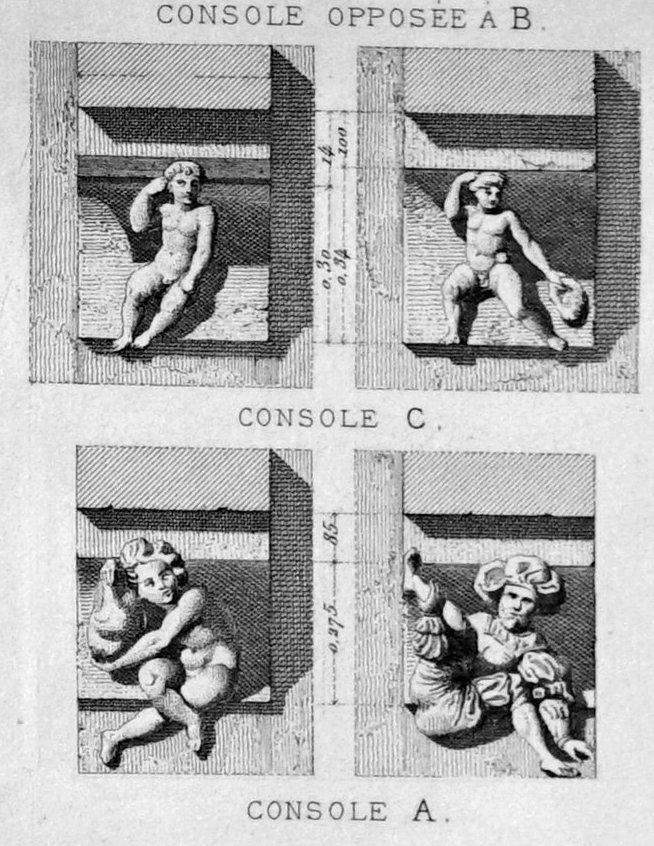
culot,
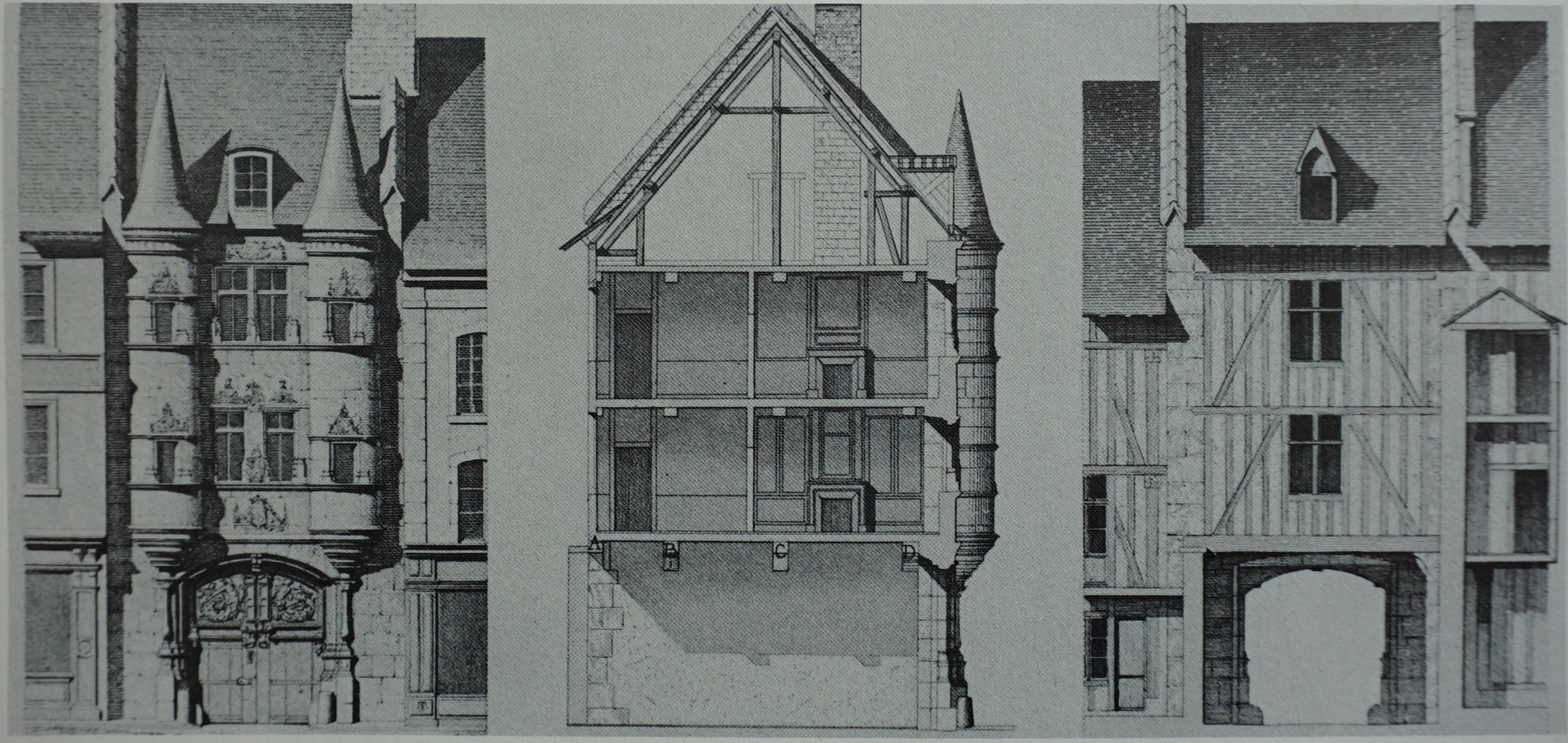
en plan.

La porte du chapitre - qui, architecturalement, est plutôt un 'portail' -  fermait la cour du chapitre cathédral vers la rue Carnot dont elle était une des deux entrées. Le quartier du 'chapitre' formait une ville dans Reims avec son église st-Michel, sa prison, son école cathédrale de théologie et de droit canon, ses commerces, boucherie, paneterie et une bibliothèque, la salle preciosa qui donnait directement accès à la cathédrale.
Grandement endommagée lors de la Première guerre mondiale elle fut rebâtie en l'avançant : les supports de poutre décorés de grotesques furent déposés et se trouvent au musée municipal.

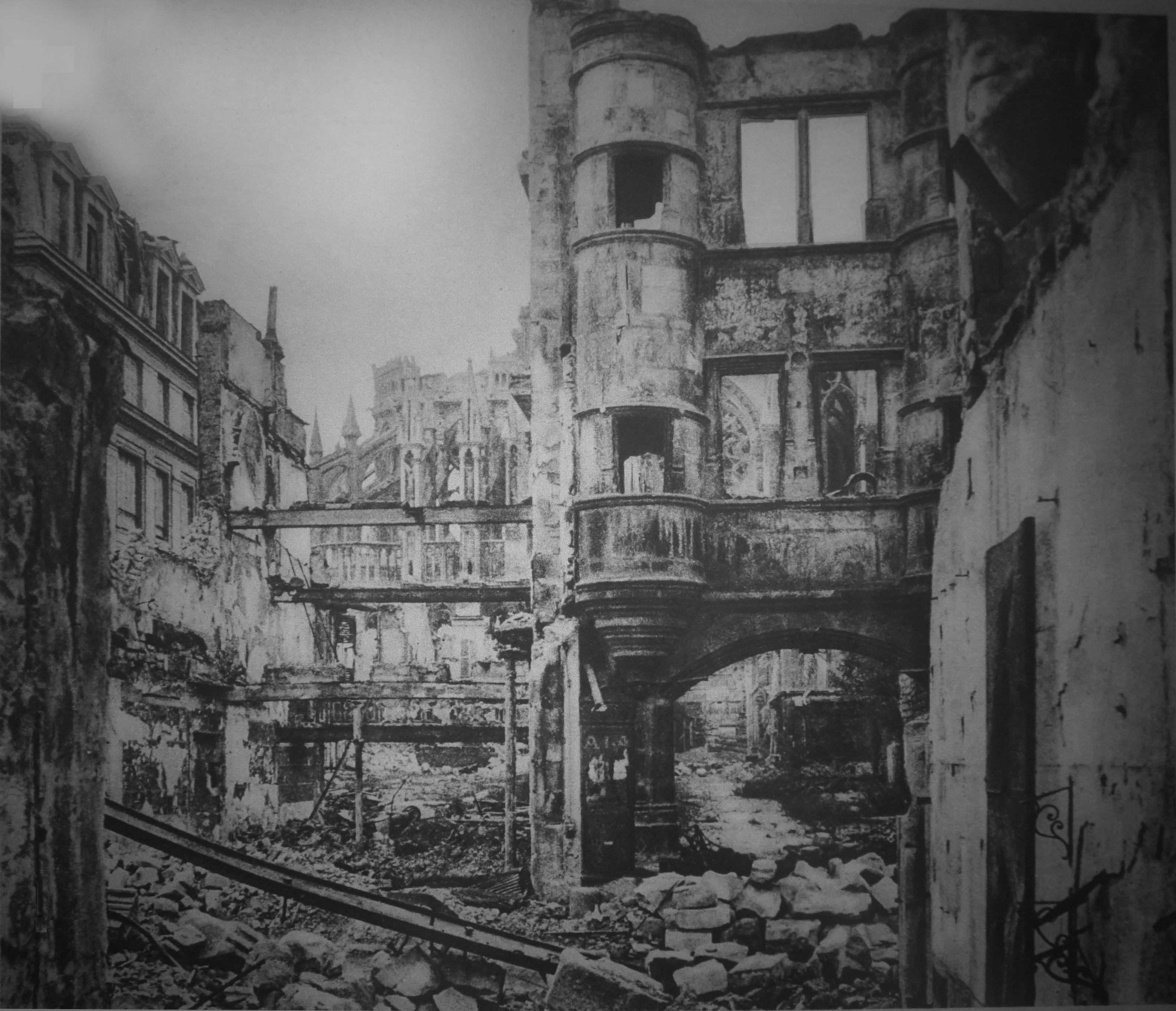
Au sortir de la guerre,
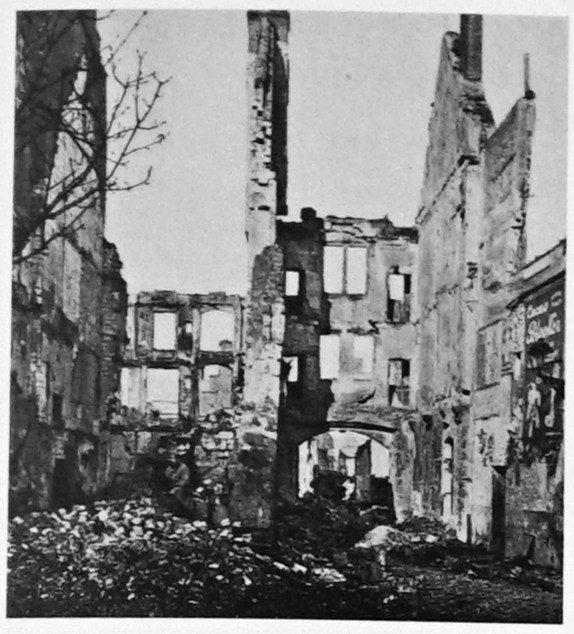
vue arrière.

La porte du chapitre a été classée monument historique en 1922.